# 往生院 (泉南市)
往生院（おうじょういん）は、大阪府泉南市の紀州街道沿いにある真言宗御室派の寺院。

## 歴史
680年に天武天皇の勅願寺として、遣唐使の一員で、玄奘三蔵の弟子である道昭により創建された。
中世以前は七堂伽藍を有する大寺院であったが、豊臣秀吉の根来寺攻めの兵火によって、堂塔すべてを焼失した。

## 交通アクセス
- 阪和線 和泉砂川駅 から徒歩8分